# Tokyo Mirage Sessions ♯FE
Tokyo Mirage Sessions ♯FE (яп. 幻影異聞録シャープエフイー Genei Ibunroku ♯FE) — ролевая видеоигра 2015 года, разработанная студией Atlus и изданная компанией Nintendo для платформы Wii U. Проект объединяет игровую механику, нарративные элементы и визуальный стиль серий Shin Megami Tensei от Atlus и Fire Emblem от Nintendo. Выпуск состоялся в декабре 2015 года в Японии и в июне 2016 года в остальном мире. Расширенная версия игры под названием Tokyo Mirage Sessions ♯FE Encore вышла на Nintendo Switch 17 января 2020 года.
Действие происходит в современном Токио, включая реальные районы города — Сибуя и Харадзюку. В центре сюжета — враждебные существа под названием Мираж (англ. Mirages), похищающие у людей энергию Перформа (англ. Performa) и ответственные за ряд исчезновений. Главные герои — группа подростков, заключивших союз с дружественными Миражами, основанными на персонажах серии Fire Emblem. Объединяясь с ними, протагонисты становятся Мастерами Миражей. Под прикрытием талант-агентства Fortuna Entertainment они сражаются для защиты невинных людей от Миражей и пытаются выяснить, кто стоит за нападениями.
Идея игры принадлежит продюсеру Nintendo Каори Андо, предложившей создать кроссовер между сериями Fire Emblem и Shin Megami Tensei. Изначально Atlus неохотно согласились на сотрудничество из-за загруженности работой. Значительная часть начального этапа разработки была посвящена определению жанра и оптимальному способу совмещения обеих серий с созданием оригинальной игры. Разработка продолжалась пять лет. Особенностью проекта стали музыкальные номера, созданные японской развлекательной компанией Avex Group.
Анонс игры состоялся в начале 2013 года, через два месяца после начала полноценной разработки. В западной версии сохранена оригинальная японская озвучка с субтитрами вместо англоязычного дубляжа. Игра получила преимущественно положительные отзывы критиков, высоко оценивших боевую систему. Реакция на сюжет была неоднозначной. Критике подверглись дизайн подземелий, недостаточное количество элементов серии Fire Emblem и технические проблемы. Впоследствии Tokyo Mirage Sessions ♯FE была признана критиками одной из лучших игр для Wii U.

## Игровой процесс
Tokyo Mirage Sessions ♯FE — компьютерная ролевая игра, объединяющая вселенные Shin Megami Tensei и Fire Emblem. Сюжет разворачивается в современном Токио и следует за группой сотрудников талант-агентства во время их конфликта с враждебными существами из другого измерения — Миражами. В борьбе героям помогают дружественные Миражи, вдохновленные персонажами из разных игр серии Fire Emblem. Повествование разделено на несколько глав. Игрок также может участвовать в дополнительных историях, посвященных как играбельным, так и вспомогательным персонажам, а также выполнять поручения неигровых персонажей в Токио. Игровой процесс происходит попеременно в реальном мире Токио и в Айдоласферах (англ. Idolaspheres) — параллельных измерениях, где обитают вражеские Миражи.
Игрок управляет главным протагонистом Ицуки, исследующим оба мира и взаимодействующим с различными персонажами. За деньги, полученные в сражениях, можно приобретать восстанавливающие предметы, пополняющие очки здоровья и очки энергии. Также доступна покупка защитных аксессуаров, а в магазинах предлагаются лотерейные билеты, позволяющие выиграть дополнительные предметы. В Айдоласферах игрок может получать различные предметы, находя скрытые сундуки с сокровищами или побеждая врагов в бою. На Wii U GamePad отображается внутриигровое социальное приложение Topic, где игрок может получать сообщения от других персонажей, следть за доступными слияниями Unity и просматривать карту каждой локации.

### Система Unity
В особом месте под названием Дворец Цветения (Bloom Palace) игроки могут проводить два типа ритуалов Unity для усиления своей команды: Carnage Unity и Radiant Unity. Carnage Unity использует Перформу — особую энергию, получаемую в бою при победе над монстрами и выполнении эффектных приёмов. С её помощью создаётся новое оружие для каждого персонажа. Каждый экземпляр оружия содержит четыре навыка, которые член группы может унаследовать, накапливая опыт в сражениях. Среди них: Command Skills (командные навыки), позволяющие выполнять различные атаки и заклинания; Passive Skills (пассивные навыки), дающие постоянные бонусы к характеристикам и эффекты; и Session Skills (навыки сессий), используемые для создания цепочек Session Attacks. Каждый персонаж может иметь только шесть навыков каждого типа, но при получении уже имеющегося навыка происходит его наложение, что увеличивает эффективность. Radiant Unity использует Перформу, рождающуюся внутри каждого члена группы в результате прохождения сюжета и побочных историй или при повышении рейтинга звезды (Star Ranking) персонажа в бою. Это позволяет получать навыки Radiant Skills — постоянные умения, отдельные от наследуемых от оружия. Они включают пассивные эффекты, такие как увеличение здоровья или расширенные Session Attacks, а также навыки, применяемые в бою.

### Боевая система
Деятельность отряда поочередно происходит между событиями в реальном мире и исследованием подземелий в Айдоласферах, каждое из которых имеет уникальную тематическую направленность. Подземелья открываются по мере прохождения сюжета. Игроки перемещаются по нескольким этажам, активируя переключатели и устройства для решения головоломок и продвижения вперед, избегая ловушек и встречая или обходя врагов, представленных спрайтами на игровом поле. Карта подземелья отображается на геймпаде. После прохождения подземелья можно посещать повторно в любое время. Дружественные Миражи- выполняют роль торговцев внутри подземелий. Сражения начинаются при контакте отряда с врагом. Игрок может атаковать Миражей в поле, чтобы оглушать их, что позволяет провести упреждающую атаку или полностью избежать боя.
В игре используется пошаговая боевая система, в которой члены отряда и вражеские Миражи поочередно выполняют действия, такие как атаки, использование заклинаний и применение предметов. Боевая группа игрока состоит из трех основных персонажей, которых, за исключением главного героя Ицуки, можно заменять как в бою, так и вне его. Подобно боевым системам Fire Emblem и Shin Megami Tensei, члены отряда и враги имеют сильные и слабые стороны против определенных типов физических атак, таких как мечи и стрелы, а также стихийных атак, например, огня и льда. Характеристики каждого члена отряда меняются в зависимости от экипированного оружия.
Session Attacks (Сессионные атаки) — это комбинированные атаки, которые активируются при нанесении удара по слабому месту противника. Если другой член отряда обладает навыком Session Skill, связанным с типом используемой атаки, он автоматически выполняет дополнительную атаку, которая, в свою очередь, может вызвать следующую атаку, и так далее. Например, если один член команды атакует ледяной атакой, другой член с навыком Ice-Elec последует за ним электрической атакой. Session Attacks могут также выполняться врагами, если они атакуют уязвимое место члена отряда. Накапливая специальный индикатор через атаки, игроки получают очки SP, которые можно использовать для запуска атак Performance. Эти атаки доступны через слияния Unity и при выполнении побочных историй. К ним относятся Duo Attacks (Дуо-атаки), выполняемые Миражом партнера. Dual Attacks (Двойные атаки), напротив, могут быть активированы во время Session Attack для случайного продления комбо. Кроме того, члены отряда могут изучать Ad-lib Performances (Импровизированные выступления), которые могут случайным образом активироваться при использовании определенных навыков.
В дополнение к предметам и деньгам, заработанным в сражениях, за победы начисляются очки опыта, повышающие уровень каждого члена группы и позволяющие им осваивать навыки своего оружия. Эффективное ведение боя, включая быстрые победы или успешные Session Attacks, повышает Stage Level (Сценический уровень) участников команды, что разблокирует Перформу для Radiant Skills и открывает доступ к новым побочным сюжетным линиям. Игра заканчивается с возвратом к титульному экрану, если все участники отряда теряют сознание из-за потери всех очков здоровья.

## Синопсис

### Сеттинг и персонажи
Действие Tokyo Mirage Sessions ♯FE происходит в современном Токио, Япония. Сюжет перемещается между несколькими известными городскими районами, такими как Сибуя и Харадзюку. В мире Tokyo Mirage Sessions ♯FE каждый человек обладает энергией под названием Перформа, которая позволяет им стремиться к своим мечтам. Перформа привлекает существ, называемых Миражами, прибывающих из альтернативного измерения Айдоласфера: в то время как некоторые Миражи собирают Перформу в злонамеренных целях, другие формируют союзы с людьми для защиты реального мира. Те, кто заключает союз с дружественными Миражами, именуются Мастерами Миражей. Основные действующие лица — сотрудники и партнеры агентства талантов Fortuna Entertainment, которое тайно выступает в качестве центра и организации по набору Мастеров Миражей.
Главный протагонист — Ицуки Аой, старшеклассник, который волею случая оказывается связан с Fortuna Entertainment, изначально не проявляя интереса к шоу-бизнесу. Другие основные персонажи: Цубаса Орибэ, оптимистичная и трудолюбивая одноклассница Ицуки, стремящаяся стать поп-идолом; Тома Акаги, импульсивный друг Ицуки и Цубасы, работающий над тем, чтобы стать актером в токусацу-шоу; Кирия Куроно, знаменитый идол и опытный Мастер Миражей; Элеонора Юмидзуру, успешная полускандинавская актриса; Мамори Минамото, ведущая кулинарного шоу с любовью к одежде и музыке периода Сёва; и Яширо Цуруги, суперзвезда-идол мужского пола, изначально настроенный враждебно к группе и их амбициям. Группе помогают Маико Симадзаки, бывшая модель, возглавляющая Fortuna Entertainment, и Барри Гудман, строгий преподаватель из-за рубежа с любовью к отаку-культуре. Миражи, вступившие в союз с главными героями, — это Хром, Вирион и Тарья из Fire Emblem Awakening, а также Сида, Каин, Драуг и Наварр из Fire Emblem: Shadow Dragon and the Blade of Light. Особым Миражом является Тики, которая оказывает помощь Мастерам Миражей и представлена в реальном мире как популярный «уталоид».

### Сюжет
В современном Токио Ицуки сопровождает Цубасу на прослушивание талантов. Внезапно происходит нападение враждебных Миражей, и они оба попадают в Айдоласферу, где подвергаются атаке со стороны Хрома и Сиды. Ицуки применяет свою энергию Перформа для очищения Миражей, что приводит к тому, что Хром и Сида становятся их союзниками. С помощью Томы и Кирии, которые состоят в партнерстве с Миражами Каином и Тарьей соответственно, они побеждают предводителя Миражей. Затем Ицуки и Цубаса вступают в Fortuna Entertainment по предложению Маико. Им оказывает поддержку Тики, страдающая, как и другие дружественные Миражи, от потери памяти. Дальнейшие нападения происходят в различных местах по всему Токио, каждое из которых направлено на ведущих деятелей развлекательной индустрии и СМИ, одержимых враждебными Миражами. Выясняется, что эти Миражи — слуги некой высшей силы. Во время одной из миссий группа спасает продюсера Яцуфусу Хатанаку, который впоследствии пристально следит за ними. Они также обретают новых союзников в лице Элеоноры и ее партнера Вириона, а также Мамори и ее партнера Драуга, который ранее был партнером Барри и первоначально овладел им. На протяжении многих миссий Яширо и его партнер Наварр наблюдают за группой, иногда действуя как противники, пока Ицуки не убеждает Яширо, что может помочь ему отомстить за отца, исчезнувшего пять лет назад во время оперного представления при нападении Миражей, единственными выжившими в котором были Цубаса и Яширо.
Исследуя крупный портал Айдоласферы, Хатанака раскрывает себя и оказывается партнером Миража Гарнефа. Оба стремятся воскресить Теневого Дракона Медеуса посредством церемонии, названной Оперой Теней, которая уничтожит творческую энергию мира. Используя предметы, называемые Драконьими камнями, Тики восстанавливает свои воспоминания, раскрывая, что она и другие Миражи не смогли предотвратить призыв Медеуса в их мир. Тики была изгнана в Айдоласферу и спасла Яширо и Цубасу от попытки проведения Оперы Теней пять лет назад ценой своей памяти. Группа также узнает, что Гарнеф и Медеус были побеждены в древние времена Царем-Героем Мартом с помощью пяти драгоценных камней, называемых Огненной Эмблемой. Группа побеждает Хатанаку и Гарнефа, но их жертва вместе с принесением в дар души Марта завершает Оперу Теней и призывает Медеуса. Отправившись в последнее царство Айдоласферы, Ицуки получает смертельное ранение от Медеуса, но Огненная Эмблема освобождает душу Марта, которая спасает Ицуки и позволяет группе исполнить Оперу Света Божественного Дракона Нага и победить Медеуса. Миражи, с восстановленной памятью и после окончательного уничтожения Медеуса, возвращаются вместе с Тики в свой родной мир.
Наряду с основным сюжетом в игре представлены побочные истории, связанные с различными сотрудниками Fortuna Entertainment. Помогая им, Ицуки одновременно изучает работу разных направлений деятельности агентства. Эти сюжетные линии включают: создание Цубасой своего имиджа идола; желание Томы стать актером, вдохновляющим людей; внутренний конфликт Кирии между ее профессиональным образом и более мягкой стороной личности; стремление Элеоноры совершенствовать актерское мастерство для подготовки к карьере в Голливуде; попытки Мамори расширить свои профессиональные горизонты за пределами роли ведущей кулинарного шоу; преодоление Яширо самоизоляции в личной и профессиональной жизни, завершающееся сражением с духом его отца; усилия склонной к выпивке Маико по поддержанию публичной и тайной деятельности Fortuna; приключения Барри и его возрастающую неуверенность после утраты способностей Мастера Миражей; стремление Тики познать реальный мир. При завершении всех побочных историй открывается сцена после титров, в которой Маико возвращается к карьере модели, а Ицуки единогласно выбирают новым руководителем Fortuna Entertainment.

## Отзывы и продажи
| Сводный рейтинг    | Сводный рейтинг |
| Агрегатор          | Оценка          |
| ------------------ | --------------- |
| GameRankings       | 82,59 %         |
| Metacritic         | 80/100          |
| Иноязычные издания |                 |
| Издание            | Оценка          |
| EGM                | 3/5             |
| Eurogamer          | Рекомендовано   |
| Famitsu            | 34/40           |
| IGN                | 7,6/10          |

Японский игровой журнал Famitsu счёл сюжетную предпосылку занимательной и интересной, положительно оценив побочные истории с акцентом на второстепенных персонажей. Крис Картер из Destructoid отметил, что ориентация игры на японскую культуру и сходство с нишевыми аниме, такими как «Юная революционерка Утэна», может оттолкнуть некоторых игроков, а Кимберли Уоллес из Game Informer назвала повествование одновременно забавным и предсказуемым. Кассандра Хоу из Eurogamer высоко оценила изображение персонажей и включение в сюжет тёмных сторон индустрии развлечений. Джеймс Козанитис из GameRevolution похвалил чрезмерную экспрессивность и общий тон игры; несмотря на медленное начало, он наслаждался сюжетом, отметив, что темп повествования больше подходит игрокам, увлекающимся аниме. Алекса Рэй Корриа из GameSpot охарактеризовала сюжет как «довольно банальный», но положительно сравнила побочные истории с системами Social Link из серии Persona. Дэвид Робертс из GamesRadar отметил лёгкий тон повествования в сравнении с другими проектами Atlus, несмотря на мрачную исходную предпосылку, а Меган Салливан из IGN сочла персонажей безликими, а сюжет — слабым по сравнению с другими аспектами игры. Конор Макмэхон из Nintendo Life отметил очевидное использование в сюжете современного сеттинга и темы развлечений, похвалил побочные истории и сохранение индивидуальных черт персонажей из Fire Emblem. Даан Купман из Nintendo World Report положительно оценил повествование благодаря его динамичному темпу и освещению японской индустрии развлечений, в то время как Жанин Хокинс из Polygon сравнила сюжет с аниме о «девочках-волшебницах», назвав его «версией Сейлор Мун для эпохи Love Live!». Многие рецензенты отметили недостаток отсылок к Fire Emblem, причём некоторые высказали разочарование этим дисбалансом.
Famitsu положительно оценил визуальное оформление и дизайн пользовательского интерфейса, а Картар высоко отозвался о художественном стиле, несмотря на очевидные технические ограничения. Хоу похвалила анимированные видеовставки, а Уоллес отметила удачный дизайн персонажей и монстров, хотя сочла графику устаревшей, и что окружению недостает детализации. Макмэхон охарактеризовал визуальный стиль как «несомненно одну из сильнейших сторон игры, где каждый аспект визуального дизайна прочно укоренён в ярком мире культуры идолов». Купман также похвалил визуальное оформление, несмотря на критику длительных загрузок. Музыкальное сопровождение получило высокую оценку от нескольких рецензентов, причём многие отметили как композиции окружения, так и музыкальные номера.
Рецензенты Famitsu в целом положительно оценили игровой процесс, сравнив его с серией Persona и отметив уникальные элементы. Картер высоко оценил боевые системы, заявив, что они компенсируют более шаблонные аспекты, такие как общая прогрессия персонажей. Уоллес похвалила управление и боевую систему, отметив удовлетворительную глубину игровых механик, несмотря на необходимость набора опыта. Хоу положительно отозвалась о механиках и стиле боевой системы, а также оценила спокойный темп игры. Козанитис одобрил смешение элементов обеих серий, высоко оценив механику комбо и системы развития персонажей. Корриа сочла общий игровой опыт увлекательным, но отметила, что сражения с боссами ухудшали впечатление, превращаясь в проверку выносливости, а не требуя стратегического подхода. Несмотря на критику ограничения на количество навыков, Робертс высоко оценил сложность и стратегическую составляющую боевой системы, отметив, что она устраняет более утомительные элементы родительских серий. Салливан положительно оценила боевую систему, назвав атаки Session её лучшей особенностью, и высоко отозвалась об общей зрелищности и системах настройки. Макмэхон похвалил уникальные системы игры и сочетание элементов обеих серий, но указал на неудобство использования GamePad. Купман заявил, что боевая система «нашла золотую середину» между Persona и Fire Emblem в использовании игровых элементов обеих серий в сочетании с уникальными особенностями. Хокинс также положительно оценила атаки Session, боевую систему и системы развития. Ряд обозревателей отметил сложность прохождения подземелий из-за необходимости возвращаться назад или из-за однообразных головоломок.
Навигатор игрового мира дал Switch-версии игры оценку в 7.9 баллов.

### Продажи
Продажи Wii U-версии в Японии к январю 2016 составили 32 896 копий. В Северной Америке продажи были выше, достигая 50 000 копий в первую неделю продаж.